# 高見三明
高見三明（たかみみつあき、 1946年3月21日 - ）は、カトリック長崎大司教区の名誉大司教である。洗礼名は「ヨセフ」。

## 経歴

### 生い立ち
1946年（昭和21年）3月21日 - 長崎県長崎市三ツ山町で誕生。 翌日、カトリック三ツ山教会で幼児洗礼を受ける。1960年4月、長崎公教神学校（現長崎カトリック神学院）に入学し、長崎南山中学校3年に編入。1964年、長崎南山高等学校を卒業して福岡市の聖スルピス大神学院に入学。哲学と神学を学ぶ。

### 司祭叙階
1972年3月20日、里脇浅次郎大司教から浦上天主堂で司祭に叙階される。1973年10月29日、司祭養成に携わる教区司祭の会「聖スルピス司祭会」に入会し、ローマのグレゴリアン大学へ留学。1976年2月、教義神学修士の学位を取得。同年11月、母校である聖スルピス大神学院（現日本カトリック神学院）で司祭養成を開始。1981年からフランス、イタリアへ留学。パリ・カトリック大学、教皇庁立聖書研究所（ビブリクム）、エルサレム聖書学院で聖書学を深める。（1985年2月まで）1991年（平成3年）4月 -  聖スルピス大神学院の院長となる。

### 司教叙階
2002年（平成14年）2月7日 - 教皇ヨハネ・パウロ2世によりカトリック長崎大司教区の補佐司教として選任される。同年4月29日に島本要大司教から浦上天主堂で司教に叙階。2003年10月17日、前任の島本要大司教の急逝を受けてヨハネ・パウロ2世から長崎大司教に任命され、同年12月14日に 長崎大司教に着座した。2008年11月24日 - 実行委員長として、長崎県営野球場でペトロ岐部と187殉教者の列福式を執り行う。日本初の列福式であった。
2010年4月21日、日本の平和巡礼団の団長として被爆マリア像を携え、教皇ベネディクト16世にバチカンで謁見し、被爆マリア像が教皇によって祝福される。同年5月2日、被爆マリア像とともに渡米し、ニューヨークの聖パトリック大聖堂でミサを執り行う。
2021年12月、教皇フランシスコにより定年に伴う退任届が受理され、翌年の2月23日に名誉大司教となった。

### 教区資金流用問題
2020年、カトリック長崎大司教区の元会計責任者の下窄 英知神父が2013年に教区の資金2億5千万円を無断で流用してそのうちの約2億3千万円が未回収であると報じられたが、高見大司教は警察には被害届を出さないと説明した。カトリック教報2020年9月号では、お詫びと共に「債務者には返済を要求し続けると同時に、前教区会計をはじめ、私と教区顧問、司祭団、それぞれが可能な限り修復に努めてまいる所存です。なお、今回の不祥事では、 信徒の皆様の教区費や小教区互助基金などへの影響はございません」としている。しかし、別会計とはいえ、教区の年間予算の3分の１にも匹敵する巨額の支出が、教区長の承認なしに教区の会計担当一人でどうして可能だったのか、再発を防ぐために、具体的にどのような資金管理体制をとろうとしているのかについても、明確な説明がない。

### パワーハラスメント
2020年7月21日、2019年2月に100人以上の司祭らを前に教区幹部から叱責されたり、「思い通りになると思うなよ」「一信徒のくせに」などの暴言を受けたりしてPTSDを発症し休職を余儀なくされたとして教区の50代女性職員が長崎労働基準監督署に労災申請すると報じられた。同年8月16日朝、浦上天主堂前でパワハラに対する抗議行動が行われた。

### 訴訟
2020年12月15日、長崎大司教区の神父から性的虐待を受けたと主張する女性が、高見大司教の「『被害者』と言えば加害が成立したとの誤解を招く」などの発言でPTSDが悪化したなどとして、長崎大司教区を相手取り長崎地方裁判所に提訴。
2021年11月29日の法廷での弁論で、「第三者が『被害を受けたと思っている人』という意味で、原告が被害を受けたと思い込んでいるという意味ではない」としたが、原告側から「本人が被害があったと言っているだけという意味も含んでいるのでは？」と問われると「決してそうではない。確かに言葉が足りなかったと思うが、『被害者』の別の言い方をしただけ」と回答した。。
2022年2月22日、長崎地裁は大司教区に110万円の支払いを命じる判決を出した。

## その他
- 妊娠中の母の胎内で被爆した胎内被爆者である。祖母や叔母らは原爆症で命を落とした[12]。
- 心のともしびで原稿を執筆している[13]。